# Principado episcopal de Münster
El Obispado de Münster (en alemán: Hochstift Münster) fue un principado eclesiástico del Sacro Imperio Romano Germánico, localizado, en la actual Alemania, en la parte norte de Renania del Norte-Westfalia y en la parte oeste de Baja Sajonia. Entre el siglo XVI y el XIX a menudo formó parte de una unión personal con uno o varios de los principados eclesiásticos cercanos: Colonia, Paderborn, Osnabrück, Hildesheim y Lieja.
Münster lindaba con las Provincias Unidas al oeste; con Cléveris, Vest Recklinghausen (arzobispado de Colonia) y Mark en el sur; Paderborn y Osnabrück en el este; y en el norte y nordeste con Frisia oriental, Oldemburgo y el Electorado de Hannover (establecido en 1692).
Como con todos los otros principados eclesiásticos del Sacro Imperio Romano, es importante distinguir entre el principado eclesiástico de Münster y la diócesis de Münster aunque ambas entidades fueran gobernadas por el mismo individuo. Las diócesis eran generalmente más grandes que los principados eclesiásticos correspondientes y tenían partes que se extendían más allá del principado eclesiástico, donde la autoridad de príncipe-obispo era estrictamente la de un obispo ordinario y limitada a los con asuntos espirituales.

## Historia

### Fundación de la diócesis
La diócesis de Münster fue fundada por Carlomagno al final de las guerras sajonas, aproximadamente en 795, como un obispado sufragáneo de Colonia.
El primer obispo fue Ludgero, quien, desde el año 787, había sido un entusiasta misionero en los cinco «hundreds» (distritos) frisios. El territorio de la diócesis de Münster estaba limitado por el oeste, el sur, y el noroeste por las diócesis de Colonia y Utrecht, y por el este y el nordeste por Osnabrück. La diócesis también incluyó distritos alejados de su territorio principal, es decir, los cinco hundreds frisios en el bajo Ems (Hugmerki, Hunusgau, Fivelgau, Federitgau y Emsgau).

### Evolución territorial
La mayor parte del territorio sobre el cual el obispo ejercía su soberanía se encontraba al norte del río Lippe, extendiéndose hasta el curso alto del Ems y el bosque Teutónico. La adhesión más importante se realizó en 1252, cuando la Sede compró el condado de Vechta y el distrito de Meppen. El territorio entre estos nuevos distritos fue adquirido más tarde: en 1403 se obtuvo el distrito de Cloppenburg y Oyte, en 1406 el dominio señorial de Ahaus y el castillo de Stromberg con su jurisdicción; y en 1429 Wildeshausen en prenda del Arzobispado de Bremen. Esta última adición hizo del nuevo territorio, que estaba totalmente separado de la parte sur del obispado, un cuerpo compacto conocido posteriormente como «el obispado inferior», que permaneció como una parte integrante del obispado de Münster hasta la Reforma, que redujo algo su tamaño; lo que quedó fue conservado hasta la secularización.

### De obispo a príncipe-obispo

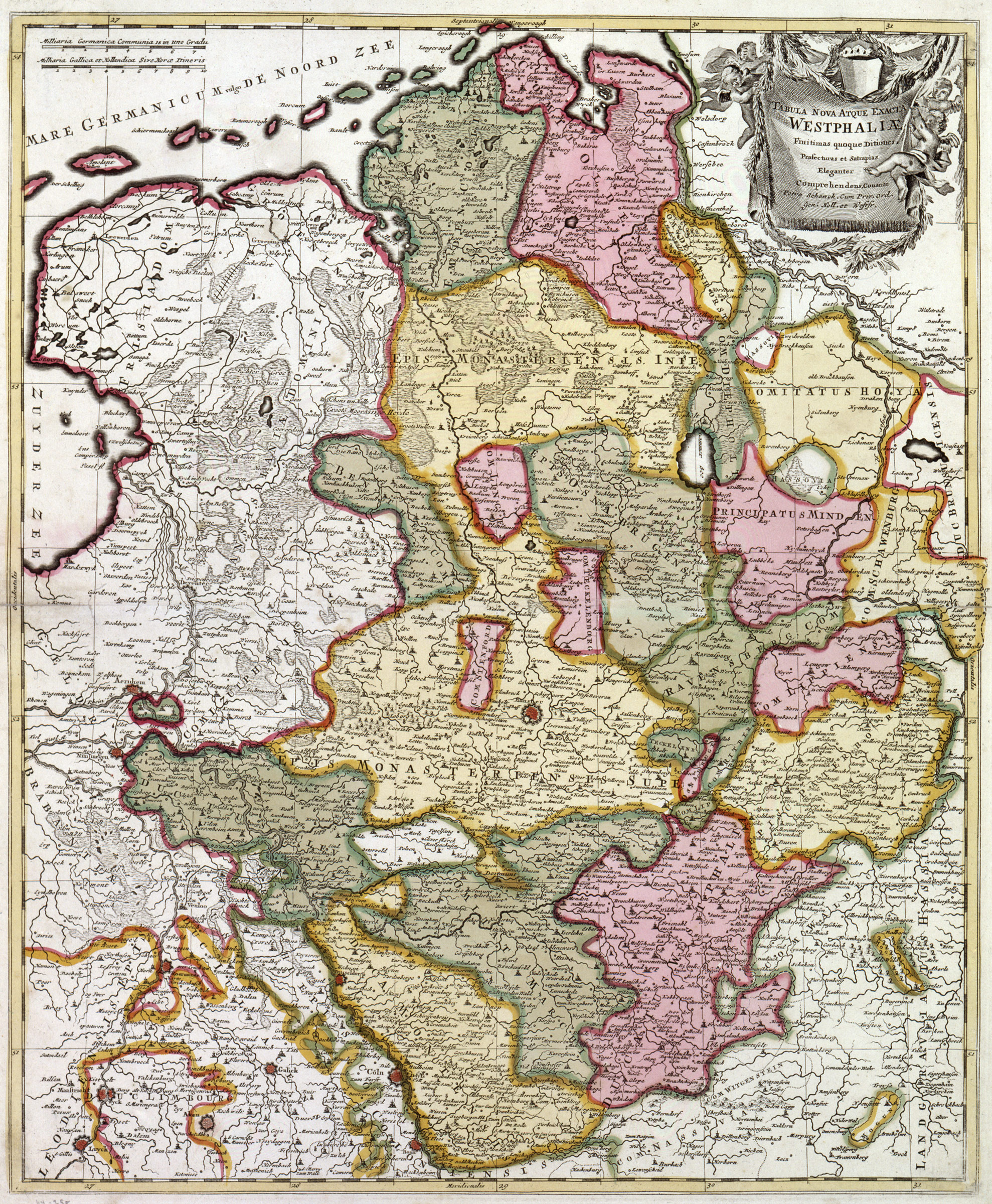
Mapa de 1710 de la Circunscripción de Baja Renania-Westfalia. El Obispado de Münster es el territorio central amarillo.

El siglo XII estuvo marcado por un crecimiento considerable del poder secular de los obispos. El obispo Luis de Wippra, conde de Tecklenburg, restableció la jurisdicción temporal sobre sus dominios anteriormente ejercitados por los condes de Tecklenburg. Germán II, al igual que sus predecesores inmediatos, Federico II, conde de Are y Luis, fue partidario de Federico Barbarroja. Con el derrocamiento de Enrique el León, duque de Sajonia, se eliminó el último obstáculo en el camino de la completa soberanía de los obispos, y Germán aparece como un gran feudatario del imperio. Durante el episcopado de su segundo sucesor, Teodorico III de Isenberg-Altena, la posición del obispo como un príncipe del imperio fue reconocida formalmente en 1220 por el emperador Federico II.
Germán II fue el último obispo nombrado directamente por el emperador. Se levantaron disensiones sobre la elección de su sucesor, Otón I, conde de Oldemburgo, y el emperador Otón IV decretó que a partir de entonces únicamente el cabildo catedralicio debería elegir al obispo. La sede de Colonia conservó el derecho de confirmación, y el emperador el de investidura. La autoridad temporal del obispo estaba limitada en asuntos importantes; Particularmente en materia tributaria, era necesario el consentimiento de los órganos representativos de sus súbditos. Entre estos, el cabildo catedralicio aparece temprano en el siglo XIII; Más tarde, la nobleza inferior y, por último, la ciudad de Münster. Con el transcurso del tiempo el cabildo aumentaría sus derechos gracias a los acuerdos hechos con los obispos antes de la elección.
El poder temporal de la Sede aumentó mucho durante el episcopado de Otón II, conde de Lippe. La ciudad, al mismo tiempo, luchó por independizarse del obispo, pero, a pesar de su alianza con el cabildo catedralicio, sus intentos no fueron del todo exitosos. Ya desde el siglo XI los obispos pertenecían a familias nobles, generalmente a las que poseían tierras en la región. Con demasiada frecuencia el obispado fue administrado en beneficio de la familia del obispo más que de la Iglesia. En consecuencia, los obispos estaban frecuentemente implicados en las disputas de la nobleza, los asuntos eclesiásticos eran descuidados y la prosperidad de los habitantes del principado-obispado se resentía.
La situación fue a peor durante lo que se conoce como el conflicto de la diócesis de Münster (1450-1457). La conducta arbitraria del obispo Enrique II de Moers había despertado un sentimiento muy amargo en la ciudad. Después de su muerte la mayoría del cabildo catedralicio eligió a Walram de Moers, hermano de Enrique y también arzobispo de Colonia, mientras que la ciudad y una minoría del Cabildo exigieron la elección de Eric de Hoya, hermano del conde Juan de Hoya. Aunque la elección de Walram fue confirmada por el papa, la guerra abierta por la posesión de la Sede estalló, y Walram fue incapaz de controlar la ciudad de Münster. En 1457, después de su muerte, se hizo un pacto por el cual Eric de Hoya recibiría un ingreso vitalicio, los privilegios de la ciudad serían confirmados y ambos partidos reconocerían al nuevo obispo designado por el papa: Juan II, conde del Palatinado-Simmern.

### Reforma protestante
Bajo Federico III, hermano del arzobispo de Colonia, Germán de Wied, el luteranismo se extendió rápidamente a partir de 1524, especialmente en la ciudad. El siguiente obispo, Francisco de Waldeck, no hizo casi ninguna oposición a la nueva doctrina y desde el principio ayudó a la Reforma en sus tres principados eclesiásticos, Münster, Minden y Osnabrück, con el fin de formar un principado secular para sí mismo a partir de ellos. Se vio obligado, en efecto, por el bien de su autoridad que corría peligro, a proceder contra los anabaptistas en la ciudad de Münster, pero hizo poco por la restauración de la fe católica y finalmente se unió a la Liga de Esmalcalda. Le sucedió Guillermo de Ketteler, más protestante que católico: aunque se consideraba a sí mismo como un administrador de la antigua Iglesia, y había sido ordenado siguiendo el Concilio de Trento, se negó a cumplir con las exigencias de Roma, y renunció en 1557.
El obispo elegido en 1574 Juan Guillermo de Jülich-Cléveris-Berg, heredó el ducado de Cléveris en 1592, se casó, y renunció a la administración del obispado en 1585. Esto provocó una larga batalla diplomática en cuanto a su sucesor entre las potencias católicas y protestantes, durante la cual el obispado fue administrado por Cléveris. El mantenimiento del catolicismo en el obispado se aseguró con la victoria de Ernesto de Baviera, que también fue obispo de Freising, Hildesheim y Lieja, y arzobispo de Colonia. Inició celosamente la Contrarreforma, invitó a los jesuitas a ayudarlo y alentó la fundación de los monasterios de las antiguas órdenes, aunque no pudo reparar todas las pérdidas. La parte occidental del distrito frisio bajo la jurisdicción eclesiástica de Münster fue transferida, en 1569, a los obispados recién fundados de Groninga y Deventer, lo cual hizo que se convirtieran al protestantismo. De la misma manera las posesiones de los condes de Bentheim-Steinfurt y algunas otras ciudades fortificadas pasaron de la jurisdicción eclesiástica del obispo.
Christoph Bernhard von Galen fue igualmente eficiente tanto como obispo como gobernante secular. Obligó a la ciudad insurrecta de Münster, después de un largo asedio, a reconocer sus derechos soberanos, logró liberar su territorio de las tropas extranjeras, ganó partes del arzobispado de Bremen y del obispado de Verden en una guerra con Suecia (campaña de Bremen-Verden de la Guerra Escanesa), restauró la disciplina de la Iglesia y estableció un sistema escolar para su territorio. Así mismo, atacó a la República de los Países Bajos tanto en la tercera guerra anglo-neerlandesa como en la guerra franco-neerlandesa.

### ElsigloXVIIIy las guerras revolucionarias francesas

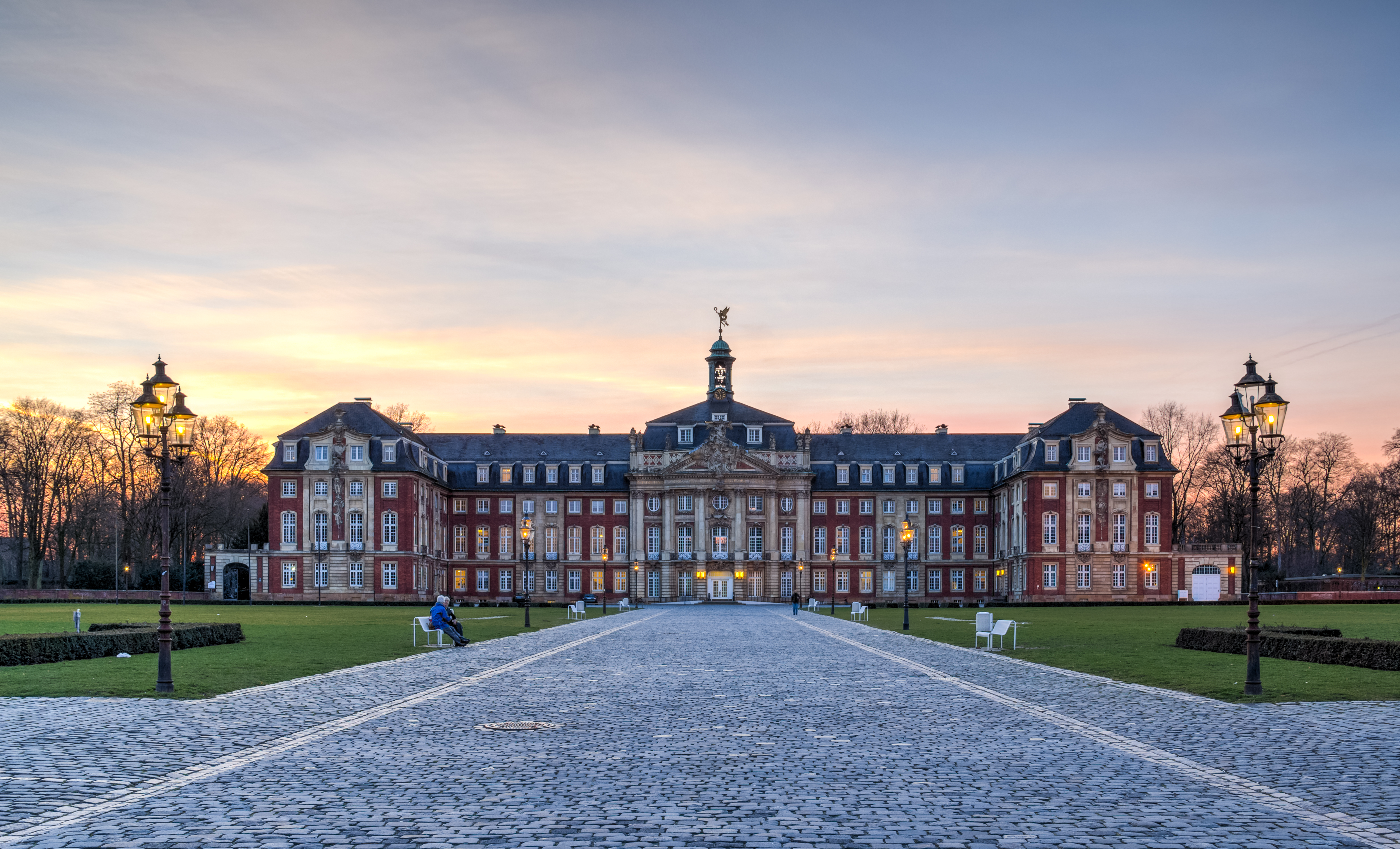
Palacio de los obispos en Münster. Actual sede de la Universidad de Münster.

El obispo Clemente Augusto de Baviera fue también elector de Colonia y obispo de Paderborn, Hildesheim y Osnabrück. Durante su gobierno, el obispado sufrió mucho durante la guerra de sucesión polaca y la guerra de los Siete Años. Su sucesor, Maximiliano Federico von Königsegg-Rothenfels, que también era elector de Colonia, dejó la administración de Münster a un joven canónigo de la catedral, Franz Friedrich Wilhelm von Fürstenberg, durante cuya administración el principado alcanzó una prosperidad sin precedentes. Sin embargo, en la elección de un obispo auxiliar, von Fürstenberg fue vencido por Maximiliano Francisco de Austria, que más adelante sucedió como obispo en ambas sedes, Münster y Colonia.
Maximiliano Francisco huyó de Bonn en 1794 a la llegada de las tropas revolucionarias francesas, que ocuparon de forma permanente la parte del obispado situada en la orilla oeste del Rin. Pasó el resto de su vida en Viena, aunque todavía como príncipe-obispo nominal de Münster. Tras su muerte, su sobrino, el archiduque Antonio Víctor de Austria, le sucedió. Fue el último elector de Colonia y también el último príncipe-obispo de Münster.

### Fin del Obispado de Münster como principado
En 1803 el obispado, con cerca de 310 000 habitantes, fue secularizado por la Reichsdeputationshauptschluss y dividido en numerosas partes. La mayor parte oriental se asignó a Prusia, que tomó posesión de ella en marzo de 1803. Oldemburgo ganó la parte norte (Vechta y Cloppenburg). Las otras partes se dieron como compensación a los antiguos gobernantes de los territorios al oeste del Rin: Arenberg, Looz-Corswarem, Salm y Croÿ, que se habían convertido en parte de Francia.
En 1815, en el Congreso de Viena, Prusia recibió la parte sur (Oberstift) y el Reino de Hannover la mayor parte del norte (Niederstift), con Oldemburgo manteniendo sus adquisiciones.

## Obispos y príncipes-obispos

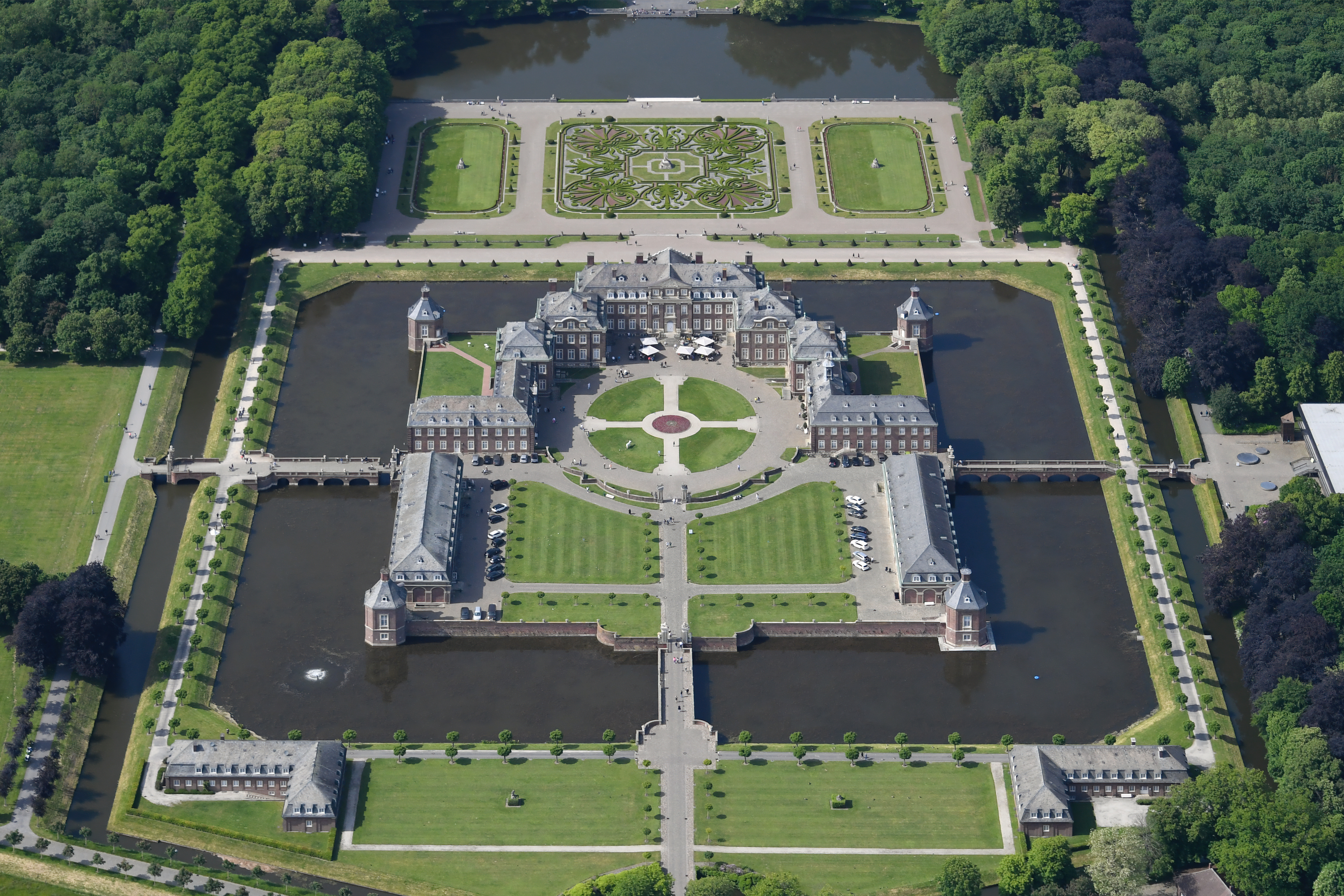
Palacio de los obispos en Nordkirchen, conocido como «el Versalles de Westfalia».

| Nombre                                         | Desde                    | Hasta                    |
| ---------------------------------------------- | ------------------------ | ------------------------ |
| Ludgero                                        | 805                      | 809                      |
| Gerfried                                       | 809                      | 839                      |
| Altfried                                       | 839                      | 849                      |
| Liutbert                                       | 849                      | 871                      |
| Berthold                                       | 872                      | 875                      |
| Wolfhelm                                       | 875                      | 900                      |
| Nidhard                                        | 900                      | 922                      |
| Rumhold                                        | 922                      | 941                      |
| Hildbold                                       | 942                      | 967                      |
| Dodo                                           | 967                      | 993                      |
| Swidger                                        | 993                      | 1011                     |
| Teodorico I                                    | 1011                     | 1022                     |
| Sigfrido de Walbeck                            | 1022                     | 1032                     |
| Germán I                                       | 1032                     | 1042                     |
| Roberto                                        | 1042                     | 1063                     |
| Federico I                                     | 1064                     | 1084                     |
| Erpho                                          | 1084                     | 1097                     |
| Burchard de Holte                              | 1098                     | 1118                     |
| Teodorico II de Winzenburg                     | 1118                     | 1127                     |
| Egberto                                        | 1127                     | 1132                     |
| Werner de Steußlingen                          | 1132                     | 1151                     |
| Federico II de Are                             | 1152                     | 1168                     |
| Luis I de Wippra                               | 1169                     | 1173                     |
| Germán II de Katzenelnbogen                    | 1173                     | 1202                     |
| Otón I de Oldemburgo                           | 1203                     | 1218                     |
| Teodorico III de Isenberg-Altena               | 1219                     | 1226                     |
| Ludolf de Holte                                | 1226                     | 1247                     |
| Otón II de Lippe                               | 1247                     | 1259                     |
| Guillermo I de Holte                           | 1259                     | 1260                     |
| Gerardo de Mark                                | 1261                     | 1272                     |
| Everhard de Diest                              | 1275                     | 1301                     |
| Otón III de Rietberg                           | 1301                     | 1306                     |
| Conrado I Berg                                 | 1306                     | 1310                     |
| Luis II de Hesse                               | 1310                     | 1357                     |
| Adolfo III de Mark                             | 1357                     | 1363                     |
| Jan de Virneburg                               | 1363                     | 1364                     |
| Florenz de Wevelinghoven                       | 1364                     | 1378                     |
| Potho de Pothenstein                           | 1379                     | 11 de octubre de 1382    |
| Heidenreich Wolf de Lüdinghausen               | 1382                     | 9 de abril de 1392       |
| Otón IV de Hoya                                | 11 de abril de 1392      | 3 de octubre de 1424     |
| Enrique II de Moers                            | 31 de octubre de 1424    | 2 de junio de 1450       |
| Walram de Moers                                | 15 de julio de 1450      | 3 de octubre de 1456     |
| Eric I de Hoya                                 | 15 de julio de 1450      | 23 de octubre de 1457    |
| Juan II del Palatinado-Simmern                 | 9 de abril de 1457       | Febrero de 1466          |
| Enrique Schwarzburg                            | 7 de diciembre de 1466   | 24 de diciembre de 1496  |
| Conrado II de Rietberg                         | 1497                     | 9 de febrero de 1508     |
| Eric II de Saxe-Lauenburg                      | 24 de febrero de 1508    | 20 de octubre de 1522    |
| Federico III de Wied                           | 6 de noviembre de 1522   | 22 de marzo de 1532      |
| Eric de Braunschweig-Grubenhagen               | 26 de marzo de 1532      | 14 de mayo de 1532       |
| Francisco de Waldeck                           | 1 de junio de 1532       | 15 de julio de 1553      |
| Guillermo de Ketteler                          | 21 de julio de 1553      | 2 de diciembre de 1557   |
| Bernardo de Raesfeld                           | 4 de diciembre de 1557   | 25 de octubre de 1566    |
| Juan II de Hoya                                | 28 de octubre de 1566    | 5 de abril de 1574       |
| Juan Guillermo de Jülich-Cléveris-Berg         | 28 de abril de 1574      | 8 de mayo de 1585        |
| Ernesto de Baviera                             | 18 de mayo de 1585       | 17 de enero de 1612      |
| Fernando de Baviera                            | 12 de abril de 1612      | 13 de septiembre de 1650 |
| Christoph Bernhard von Galen                   | 4 de noviembre de 1650   | 19 de septiembre de 1678 |
| Fernando de Fürstenberg                        | 1 de noviembre de 1678   | 26 de junio de 1683      |
| Maximiliano Enrique de Baviera                 | 11 de septiembre de 1683 | 3 de junio de 1688       |
| Frederick Christian de Plettenberg             | 29 de julio de 1688      | 5 de mayo de 1706        |
| Francis Arnold von Wolff-Metternich zur Gracht | 30 de agosto de 1706     | 25 de diciembre de 1718  |
| Clemente Augusto de Baviera                    | 26 de marzo de 1719      | 6 de febrero de 1761     |
| Maximiliano Federico von Königsegg-Rothenfels  | 7 de abril de 1761       | 15 de abril de 1784      |
| Maximiliano Francisco de Austria               | 15 de abril de 1784      | 27 de julio de 1801      |
| Antonio Víctor de Austria                      | 9 de septiembre de 1801  | 25 de febrero de 1803    |